# Municipio de Liberty (condado de Keokuk)
El municipio de Liberty (en inglés: Liberty Township) es un municipio ubicado en el condado de Keokuk en el estado estadounidense de Iowa. En el año 2010 tenía una población de 344 habitantes y una densidad poblacional de 3,63 personas por km².

## Geografía
El municipio de Liberty se encuentra ubicado en las coordenadas 41°28′4″N 92°0′2″O / 41.46778, -92.00056. Según la Oficina del Censo de los Estados Unidos, el municipio tiene una superficie total de 94.81 km², de la cual 94,8 km² corresponden a tierra firme y (0,01 %) 0,01 km² es agua.

## Demografía
Según el censo de 2010, había 344 personas residiendo en el municipio de Liberty. La densidad de población era de 3,63 hab./km². De los 344 habitantes, el municipio de Liberty estaba compuesto por el 98,26 % blancos, el 1,16 % eran de otras razas y el 0,58 % eran de una mezcla de razas. Del total de la población el 1,45 % eran hispanos o latinos de cualquier raza.